# ラージバンシ語
ラージバンシ語（ラージバンシご、Rajbanshi language）は、インド語派に属する言語である。ネパールのメチ県ジャパ郡およびコシ県モラン郡、スンサリ郡で話されている言語である。

## 言語名別称
- ラズボンシ語
- Gangai
- Koch
- Koche
- Rajbangsi
- Rajbansi
- Tajpuria

## 方言
- Central Rajbanshi (rjs-cen)
- Eastern Rajbanshi (rjs-eas)
- Western Rajbanshi (rjs-wes)